# Радченский район
Радченский район — административно-территориальная единица в составе Воронежской области (1935—1954) и Каменской области (1954—1956) РСФСР, существовавшая в 1935—1956 годах.
Административный центр — село Радченское.
Район был образован 18 января 1935 года из сельсоветов Богучарского района. 6 января 1954 года район был передан в состав Каменской области.
2 ноября 1956 года Радченский район был упразднён, его территория вошла в состав Богучарского района.